# رومان غالاراغا
رومان غالاراغا سالغوي (9 أغسطس 1921 – 22 فبراير 2009) كان لاعب كرة قدم إسبانيًا لعب كحارس مرمى في صفوف ريال مدريد وريال سوسيداد. عمل لاحقًا كمدرب، وتولى تدريب عدة أندية من بينها لوغرونيس وديبورتيفو ألافيس وريال سوسيداد.
وبالإضافة إلى مسيرته في كرة القدم، شغل منصب عمدة مسقط رأسه ديفا بين عامي 1979 و1983.

## النشأة
وُلد رومان غالاراغا في 9 أغسطس 1921 في ديفا، الواقعة في غيبوثكوا، وبدأ لعب كرة القدم مع فرق محلية، حيث تميّز كمهاجم. حصل على عقد للظهور لأول مرة كلاعب محترف مع بلنسية في أكتوبر 1936، وكان يبلغ من العمر 15 عامًا فقط، غير أن اندلاع الحرب الأهلية الإسبانية حال دون ذلك، إذ تم تجنيده في عام 1938، ولعب خلال تلك الفترة في مباريات نظّمت بين المجندين.

## مسيرته كلاعب
بعد عودته من الخدمة العسكرية في عام 1940، انضم غالاراغا إلى نادي دورانجو في دوري الدرجة الثالثة الإسباني، ولعب معه لموسم واحد قبل أن ينتقل إلى لوغرونيس الذي كان ينشط في الدرجة نفسها، وظهر لأول مرة معه في مواجهة ريال يونيون بتاريخ 22 مارس 1942، والتي انتهت بفوز فريقه 5–1. لكنه غادر النادي بعد ثلاثة أشهر فقط، حيث خاض مباراته الأخيرة أمام سوسيداد ديبورتيبا إنداوتخو في 7 يونيو، والتي انتهت بخسارة 1–4 في نصف نهائي كأس الهواة. في لوغرونيس، برز بسرعة مقارنة بزملائه، وجذب انتباه عدد من الأندية الكبرى مثل ريال سوسيداد وريال مدريد، لينضم في النهاية إلى الأخير بعد خضوعه لتجربة أداء في العاصمة الإسبانية.
في ريال مدريد، شغل غالاراغا مركز الحارس البديل لكل من غونثالو مارثا [الإنجليزية] وإنريكي إسكويفا [الإنجليزية]، ولم يتمكن من الظهور رسميًا مع الفريق الأول. وبعد موسم واحد، طلب نادي ريال سوسيداد استعارته لتعويض إصابة الحارس إدواردو كيليدا، ثم وقّع معه لاحقًا بشكل دائم، ليصبح الحارس الأساسي للفريق حتى موسم 1947–48، حين أخذ ديل ريو، ومن بعده خوان باغور [الإنجليزية]، مكانه في التشكيلة الأساسية. وعلى الرغم من أن مباراته الأخيرة مع سوسيداد كانت في يونيو 1948، فقد بقي وفيًا للنادي لعامين آخرين حتى عام 1950، عندما انتقل إلى نادي كولتورال ليونيسا في الدرجة الثالثة، حيث لعب هناك لمدة خمس سنوات حتى اعتزاله في عام 1955، وشغل منصب لاعب ومدرب منذ عام 1953.
في المجمل، خاض غالاراغا 125 مباراة رسمية مع ريال سوسيداد، حقق خلالها 51 فوزًا و27 تعادلًا و47 خسارة؛ منها 36 مباراة في رابطة الدوري الإسباني، بواقع 26 في موسمه الأول و10 في موسم 1947–48.

## مسيرته كمدرب
بدأ غالاراغا مسيرته التدريبية في عام 1953 كمدرب ولاعب مع نادي كولتورال، حيث برز بشجاعته وثقته في اللاعبين الشباب. وفي موسمه الثاني فقط كمدرب، قاد الفريق للفوز بلقب الدرجة الثانية لموسم 1954–55، وحقق بذلك الصعود إلى رابطة الدوري الإسباني، لكن الفريق هبط مباشرة في الموسم التالي، ليغادر النادي بعدها.
واصل غالاراغا مسيرته كمدرب في الدرجة الثانية مع ناديي ريال أفيليس [الإنجليزية] (1956–58) وراسينغ فيرول (1958–60)، لكنه لم يُكمل موسمه الثاني مع فيرول، الذي انتهى بهبوط الفريق إلى الدرجة الثالثة. ثم تولى تدريب لوغرونيس، وظهر لأول مرة كمدرب للفريق في مباراة دوري أمام فيتوريا في 24 يناير 1960، وانتهت بخسارة 1–3.
في صيف عام 1960، تولى غالاراغا تدريب ديبورتيفو ألافيس (1960–63)، حيث قاد الفريق للصعود إلى الدرجة الثانية. وفي موسمه الثاني، أنهى الفريق الموسم في المركز الرابع، وبلغ دور الـ16 في كأس ملك إسبانيا بعد أن أطاح بفرق مثل قادش وناديه السابق ريال سوسيداد. وفي عام 1963، وقّع مع نادي بورغوس أحد أندية الدرجة الثانية في منطقة قشتالة، وعاد برفقته إلى ملعب مينديزوروتزا بتاريخ 6 أكتوبر من نفس العام.
درّب غالاراغا لاحقًا نادي ريال سوسيداد (1964–66)، ثم ريال سبورتينغ خيخون (1966–68)، قبل أن يعود إلى لوغرونيس في عام 1968. في موسمه الأول مع خيخون، كاد يحقق الصعود إلى الدرجة الأولى، إذ أنهى الموسم في المركز الثاني خلف ريال سوسيداد، لكنه خسر في الملحق أمام إشبيلية، ولم يتمكن من تكرار النجاح في موسمه الثاني، فاستقال من منصبه وحلّ محله مانويل باداس. وفي موسمه الكامل الأول مع لوغرونيس 1969–70، فاز الفريق بلقب الدرجة الثالثة برصيد 62 نقطة وحقق الصعود إلى الدرجة الثانية، التي أنهاها في المركز الخامس عشر برصيد 33 نقطة. بعد فترات قصيرة ثانية مع أندية أفيليس (1971–72)، وبورغوس (1972–73)، وألافيس (1973–75)، حيث حقق صعودًا آخر إلى الدرجة الثانية مع ألافيس، عاد غالاراغا إلى لوغرونيس للمرة الثالثة، واعتزل التدريب بنهاية موسم 1975–76.

## الحياة اللاحقة
في أول انتخابات بلدية في ظل الديمقراطية في إسبانيا (1979)، انتُخب غالاراغا عمدةً لمسقط رأسه ديفا ممثلًا عن الحزب القومي الباسكي. وبعد انتهاء الدورة التشريعية، غادر مقر البلدية. وفي 1 مايو 1985، أطلق غالاراغا، البالغ من العمر 64 عامًا، صافرة بداية مباراة قدمها قدامى لاعبي لوغرونيس على ملعب لاس غاوناس، والتي نظّمها بيلازا.

## وفاته
توفي رومان غالاراغا في مستشفى ميندارو، غيبوثكوا، في 22 فبراير 2009، عن عمر ناهز 87 عامًا. وفي اليوم التالي، كرّم كل من ريال سوسيداد وكولتورال ذكراه بدقيقة صمت مؤثرة قبل انطلاق مباراتيهما، وارتدى لاعبو كولتورال الشارات السوداء حدادًا على وفاته. أُقيمت جنازته في اليوم التالي في كنيسة بلدة ديفا التي سبق له أن شغل منصب عمدتها.